# Norman Thavaud
Norman Jacky Cyril Thavaud, mais conhecido como Norman Thavaud (Arras, 14 de abril de 1987), é um comediante e ator francês. Norman se tornou conhecido através da publicação de vídeos no YouTube. Em março de 2017, seu canal contava com mais de 1,3 bilhão de visualizações e mais de 8,6 milhões de inscritos.

## Biografia
Norman conheceu Hugo Dessioux na faculdade e eles formaram o grupo cômico "Le Velcrou" em março de 2008. Graças ao grupo, Norman conheceu Cyprien Iov. Em dezembro do mesmo ano, produziram Super Mega Noël, um curta-metragem sobre o natal. Em julho de 2009, Norman recebeu diploma em cinematografia pela Pantheon-Sorbonne University. Desde então, o grupo se desfez.
No final de 2010, Norman criou um canal solo e começou a publicar vídeos de quatro minutos de duração abordando assuntos da vida diária. Dois meses depois, ele publicou o que se tornou na época o seu vídeo mais popular, "The bilinguals", marcando o início de sua notoriedade. Posteriormente, o número de visualizações foi superado no vídeo "Now, I've got Google".
Norman participou de vários episódios de Very Bad Plagues pela Palmashow, uma dupla de quadrinhos composta por Grégoire Ludig e David Marsais. Em dezembro de 2011, Norman foi convidado para o Festival de Cinema Europeu Les Arcs juntamente com outras celebridades do YouTube, como La Ferme Jerome, Cyprien, Maxime Musqua e Mistertel. Em 12 de janeiro de 2012, Norman organizou o Zapping Amazing, um show no qual reuniu diversos youtubers. O show (que atraiu quase três mil pessoas) foi tão bem sucedido que foi feita uma turnê de 5 de fevereiro a 15 de fevereiro de 2013.

## Filmografia
| Ano  | Título                       | Personagem     | Diretor                    | Notas                   |
| ---- | ---------------------------- | -------------- | -------------------------- | ----------------------- |
| 2009 | Manger une banane ne tue pas | Charles        | Rémi Forte                 | Curta-metragem          |
| 2013 | Pas très normales activités  | Octave Blin    | Maurice Barthélémy         |                         |
| 2013 | Super Social Movie           | Norman; Namron | Morgan Prêleur; Rémi Sello | Curta-metragem          |
| 2014 | Le fantôme de merde          | Fantasma       | Raphaël Descraques         |                         |
| 2014 | Scènes de ménages            | Jovem          | Francis Duquet             | TV Series (1° episódio) |
| 2015 | Mon roi                      | Nico           | Maïwenn                    |                         |
| 2015 | Peplum                       | Mensageiro     | Philippe Lefebvre          | TV Series (1° episódio) |
| 2017 | Alibi.com                    | Paul-Edouard   | Philippe Lacheau           |                         |
| 2017 | Call My Agent!               | Ele mesmo      | Antoine Garceau            | TV Series (1° episódio) |

## Prêmios e indicações
| Ano  | Prémio            | Categoria       | Resultado |
| ---- | ----------------- | --------------- | --------- |
| 2014 | Web Comedy Awards | Sketch solo     | Venceu    |
| 2014 | Web Comedy Awards | Sketch coletivo | Indicado  |
| 2014 | Web Comedy Awards | Youtuber do ano | Indicado  |